# The Day That Never Comes
«The Day That Never Comes» es la cuarta canción del álbum de estudio Death Magnetic de la banda estadounidense de thrash metal Metallica. También es su cuadragésimo sencillo.
Esta canción es la balada del álbum Death Magnetic; por su música y estructura recuerda a canciones anteriores como «Fade to Black», «Welcome Home (Sanitarium)» , «One» y «The Unforgiven» de los anteriores álbumes de la banda: Ride the Lightning, Master of Puppets, ...And Justice for All y Metallica respectivamente. También son la cuarta pista de sus respectivos álbumes de estudio.
El vídeo musical para la canción fue filmado en el desierto de las afueras de Los Ángeles, California el 31 de julio de 2008, dirigida por el cineasta danés Thomas Vinterberg. Se estrenó en la página oficial de la banda en la medianoche del 1 de septiembre de 2008. 
El 4 de agosto de 2008, en una entrevista a MTV, la banda dijo que la letra de la canción trata sobre el resentimiento y el perdón. El baterista de la banda, Lars Ulrich afirmó que la canción fue inspirada en una relación de padre-hijo. En esa misma entrevista James Hetfield define la letra como vaga y poderosa, que puede tener variadas interpretaciones.
La canción debutó en los Billboard Hot 100 en el puesto número 31.

## Créditos
- James Hetfield: Voz y guitarra rítmica.
- Kirk Hammett: Guitarra líder.
- Robert Trujillo: Bajo eléctrico.
- Lars Ulrich: Batería y percusión.

## Personal
- Rick Rubin: Producción audiovisual.
- Ted Jensen: Masterización.
- Greg Fidelman: Mezcla de audio.
- Thomas Vinterberg: Director del video musical.